# Aorere (fleuve)
La rivière Aorere (anglais : Aorere River) est située dans l’île du Sud de la Nouvelle-Zélande dans la région de Tasman.

## Géographie

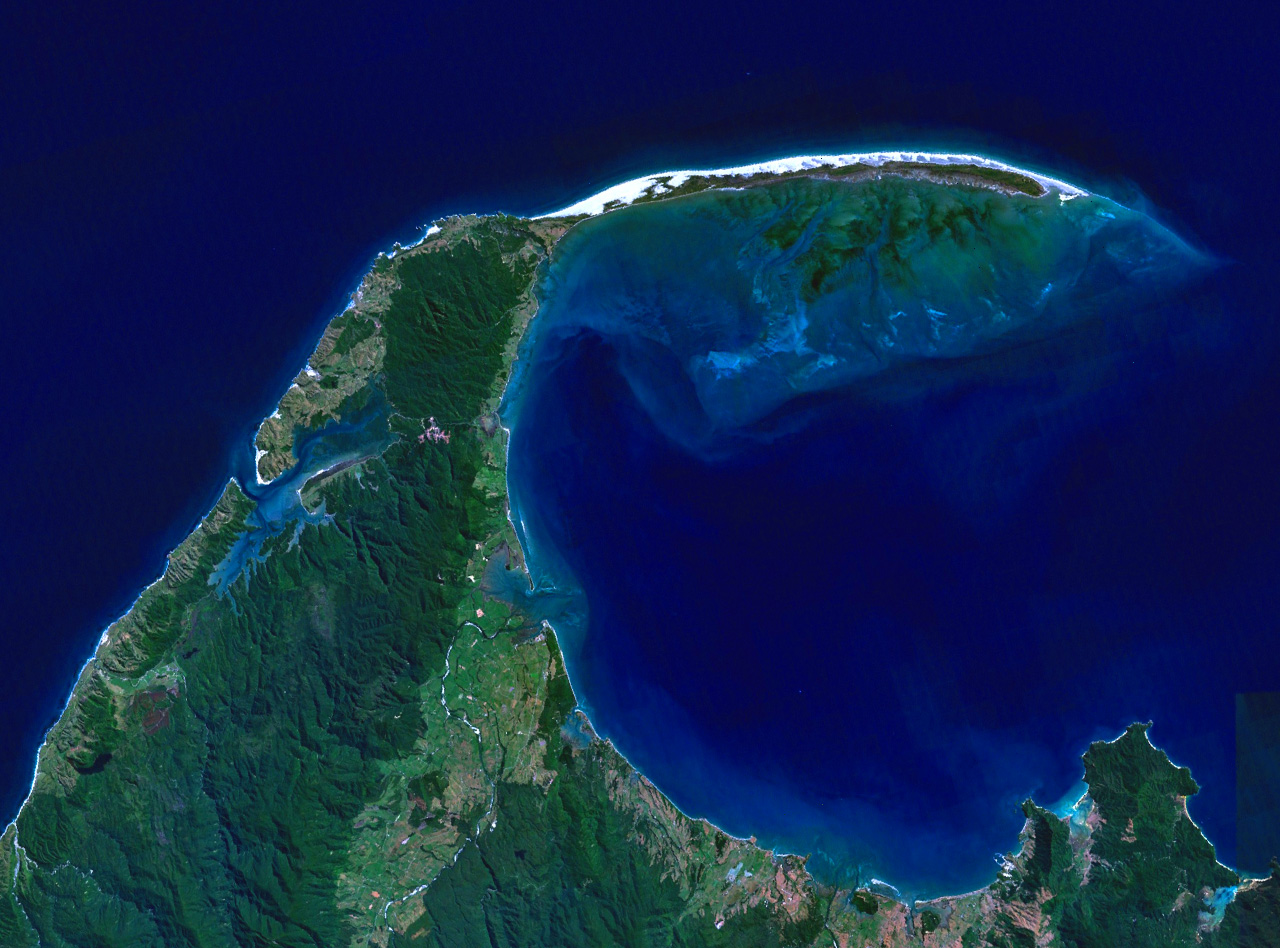
La plaine fertile située autour de la partie aval de la rivière Aorere, siège dans la partie inférieure gauche de la vue satellite, qui montre l’embouchure de la rivière dans la « Golden Bay ».

Sa source est située dans le Parc national de Kahurangi. La rivière s’écoule généralement vers le Nord sur une longueur de 40 km avant de se drainer dans la Golden Bay au niveau de la ville de Collingwood. L’extrémité nord du chemin de randonnée du Heaphy Track  est située de la partie supérieure de la vallée de la rivière Aorere.
Les affluents de la rivière Aorere comprennent les rivières Spey, Boulder, et Slate.